# Pseudobombax maximum
Pseudobombax maximum là một loài thực vật có hoa trong họ Cẩm quỳ. Loài này được A.Robyns miêu tả khoa học đầu tiên năm 1963.